# Kenny Washington (drummer)
Kenny Washington (Brooklyn, 29 mei 1958) is een Amerikaanse jazzdrummer.

## Biografie
Washington groeide op in Staten Island en begon op 7-jarige leeftijd drums te spelen. Hij was leerling van de drummer Rudy Collins en studeerde aan de LaGuardia High School for Music & Art. Reeds als jeugdige werkte hij met Lee Konitz, met wiens nonet hij in 1977 zijn eerste opnamen inspeelde. Van 1978 tot 1979 trad hij op met Betty Carter en het opvolgende jaar met Johnny Griffin, later bij Tommy Flanagan. Hij was sideman bij talrijke muzikanten, waaronder Dizzy Gillespie, Clark Terry en Bill Charlap en hij werkte mee bij honderden sessies en opnamen.
Daarnaast is Washington expert voor jazzgeschiedenis, die meewerkte aan de herpublicatie van jazzklassiekers van Art Blakey en Count Basie en die zich onderscheidde als schrijver van Liner Notes. Hij onderwijst slagwerk aan de New Yorkse The New School en is presentator van het jazz-radiostation WBGO. De bassist Reggie Washington is zijn broer.